# أوكتافيان أورسو
أوكتافيان أورسو (بالرومانية: Octavian Ursu)‏ هو لاعب كرة قدم روماني في مركز الهجوم، ولد في 15 نوفمبر 1994 في Câmpina ‏ في رومانيا. لعب مع بوليتنيكا تيميشوارا وجامعة كلوج ورابيد بوخارست ونادي تارغو موريش ويو تي أي أراد.

## وصلات خارجية
- أوكتافيان أورسو على موقع قاعدة بيانات كرة القدم.إي يو (الإنجليزية)
- أوكتافيان أورسو على موقع Soccerway.com (الإنجليزية)